# Typhlops gonavensis
Typhlops gonavensis är en ormart som beskrevs av Richmond 1964. Typhlops gonavensis ingår i släktet Typhlops och familjen maskormar. Inga underarter finns listade i Catalogue of Life.
Denna orm förekommer endemisk på Île de la Gonâve som tillhör Haiti. Arten lever i låglandet och i kulliga områden upp till 400 meter över havet. Den vistas i torra och halvtorra skogar. Honor lägger ägg.
Landskapsförändringar hotar beståndet. IUCN listar arten som starkt hotad (EN).